# Douwe de Jong
Douwe de Jong (Leeuwarden, 12 mei 1941 – Groningen, 20 maart 2005) was een Nederlands dammer die een recordaantal maal (tien keer) kampioen van de Provinciaal Groninger Dambond was en in het bezit was van de titel Nationaal Meester.

## Biografie
Zijn eerste succes behaalde hij in 1957 door Nederlands kampioen te worden bij de jeugd. De Jong werd in 1962, 1963, 1965, 1966, 1968, 1969, 1970, 1972, 1980 en 1985 kampioen van de Provinciaal Groninger Dambond. Hij nam tienmaal deel aan het Nederlands kampioenschap. Zijn hoogste klassering behaalde hij in 1972 met een derde plaats.
Vanaf 1960 woonde De Jong in Groningen waar hij eerst studeerde en later werkte aan de Rijksuniversiteit Groningen. Tot aan zijn dood speelde De Jong voor damclub Groningen waar hij met 29 clubtitels recordkampioen van de club was. In 1976 werd hij met de club Nederlands kampioen. 

## Palmares

### normaal
- 1963: 7e NK
- 1964: 12e NK
- 1966: 8e NK
- 1967: 11e NK
- 1969: 8e NK
- 1970: 11e NK
- 1972:  NK
- 1973: 4e NK
- 1974: 6e NK
- 1975: 12e NK